# Peter Andrew Jones
Pour les articles homonymes, voir Peter Jones et Jones.
Peter Andrew Jones est un illustrateur britannique, connu pour ses travaux dans les genres fantasy et science-fiction.

## Biographie
Peter Andrew Jones est né en 1951 à Islington, au nord de Londres. Enfant, il se passionne pour l'aviation et l'aérospatiale. Il est formé à l'art de l'illustration dans la prestigieuse école du Central Saint Martins College of Art and Design. 
Au milieu des années 1960, en collaboration avec le sculpteur Maurice Agis, il participe à la création d'un espace de sculpture dénommé Spaceplace qui fut installé au Museum of Modern Art d'Oxford en 1966 et, l'année suivante, au Stedelijk Museum d'Amsterdam.
Il se fait un nom en 1982 en réalisant la couverture du Sorcier de la Montagne de feu, première contribution (et pas la dernière) sur les Défis Fantastiques, la collection de livres-jeu de Steve Jackson et Ian Livingstone. Depuis il a fait les couvertures d'auteurs reconnus comme Isaac Asimov, Ray Bradbury, Arthur C. Clarke, Greg Bear, Larry Niven, Philip K. Dick, Marion Zimmer-Bradley et Harry Harrison. Il a aussi illustré des jaquettes de jeux vidéo comme Blood Money, Cytron, The Kristal, Stryx et des jeux de cartes à collectionner comme BattleCards ou Kult (adaptation du jeu de rôle éponyme).